# Laurie Simmons
Pour les articles homonymes, voir Simmons.
Laurie Simmons est une artiste et photographe américaine née le 3 octobre 1949 à Long Island (État de New York).

## Biographie
Elle est par ailleurs la réalisatrice en 2006 d'un moyen-métrage The Music of Regret avec Meryl Streep.
En 2011, elle apparaît dans l'épisode 18 de la saison 4 de Gossip Girl dans son propre rôle.

## Collections, expositions, galerie

### Exposition individuelles (sélection)
- 1979: Early Color Interiors – Artists Space, New York[3].
- 1979: P.S.1 Contemporary Art Center[4].
- 1980: Metro Pictures Gallery, New York, NY)
- 2015: Jewish Museum (Manhattan), How We See, du 13 mars au 16  août

### Expositions collectives
- 2000: Open Ends: Minimalism and After – Museum of Modern Art (New York, NY)[5],[6]
- 2009: The Pictures Generation, 1974 – 1984 – Metropolitan Museum of Art (New York, NY)[7]
- 2010: Off The Wall: Part 1 – 30 Performative Actions – Whitney Museum of American Art, New York[8].
- 2011: Pictures by Women: A History of Modern Photography– Museum of Modern Art, New York, NY[9].

### Retrospectives
- 1990: San Jose Museum of Art, San Jose[10].
- 1997: Musée d'Art de Baltimore, Baltimore[11].
- 2012: Gothenburg Museum of Art, Suède[12].
- 2014: The Neues Museum à Nuremberg[13]

### Expositions permanentes
- Corcoran Gallery of Art, Washington DC[14],[15].
- Hara Museum, Tokyo[16]
- Musée juif (New York) (New York, NY)
- Metropolitan Museum of Art
- Museum of Contemporary Art (Los Angeles, CA)
- Museum of Modern Art
- Philadelphia Museum of Art
- Scottsdale Museum of Contemporary Art (Scottsdale, AZ)
- Musée Solomon R. Guggenheim
- Stedelijk Museum, Amsterdam
- Walker Art Center, Minneapolis
- Whitney Museum of American Art